# 沙原かのん
沙原 かのん（さはら かのん、1988年12月1日 - ）は、日本のAV女優。

## 略歴
2010年にAVデビュー。

## 出演作品

### アダルトビデオ
2010年
- モテない兄を持つ妹のけなげな性処理（9月16日、グローリークエスト）
- バチコミ。 04（10月21日、プレステージ）…共演:小泉ちなつ、吉永はるか、神田ほのか、国仲さりな、中原ゆりあ、葉山ここみ
- じこまん、肉食シンドローム。 4（11月5日、プレステージ）
- kira☆kira BLACK GAL SPECIAL 〜黒GAL学園☆エンドレス狂乱交〜（11月19日、kira☆kira）…共演:三浦芽依、八神れおん、HARUKI、高倉舞
- 優しいと評判の女だけの歯科医で勃起しちゃった ギュッと肉棒を握りしめられた （12月7日、ヒビノ）…オムニバス作品
- 放課後足コキ&フェラチオ （12月19日、kira☆kira）…オムニバス作品 他出演:泉麻那、RUMIKA、三浦芽依、霜月るな、浅見純、高倉舞、八神れおん、須真杏里、HARUKI、葉山由佳、川上ゆりか、尾上ライナ、COCONA、武藤クレア

2011年
- 僕の姉貴はギャル! 「弟くんかわいいね♥」と姉の友達に迫られ、ヤレた!というかヤられた!! vol.02 （1月8日、GARCON）…共演:紗奈、高野千莉
- 姉 夜這いレイプ盗撮 （1月21日、GLAY'z）…オムニバス作品 他出演:深田梨菜、まさき真、飯島和香
- 満員路線バス・夫の横で見知らぬ乗客の勃起チ○ポを握りしめる若妻（2月5日、SWITCH）
- 巨大ヒロイン オメガレディー（2月11日、GIGA）
- 実録リアル 強姦記録映像 マンション人妻押し込みレイプ（3月18日、グレイズ）

### アダルトサイト
- 谷原樹理 （舞ワイフ）